# كرة السلة في الألعاب الأولمبية الصيفية 2016

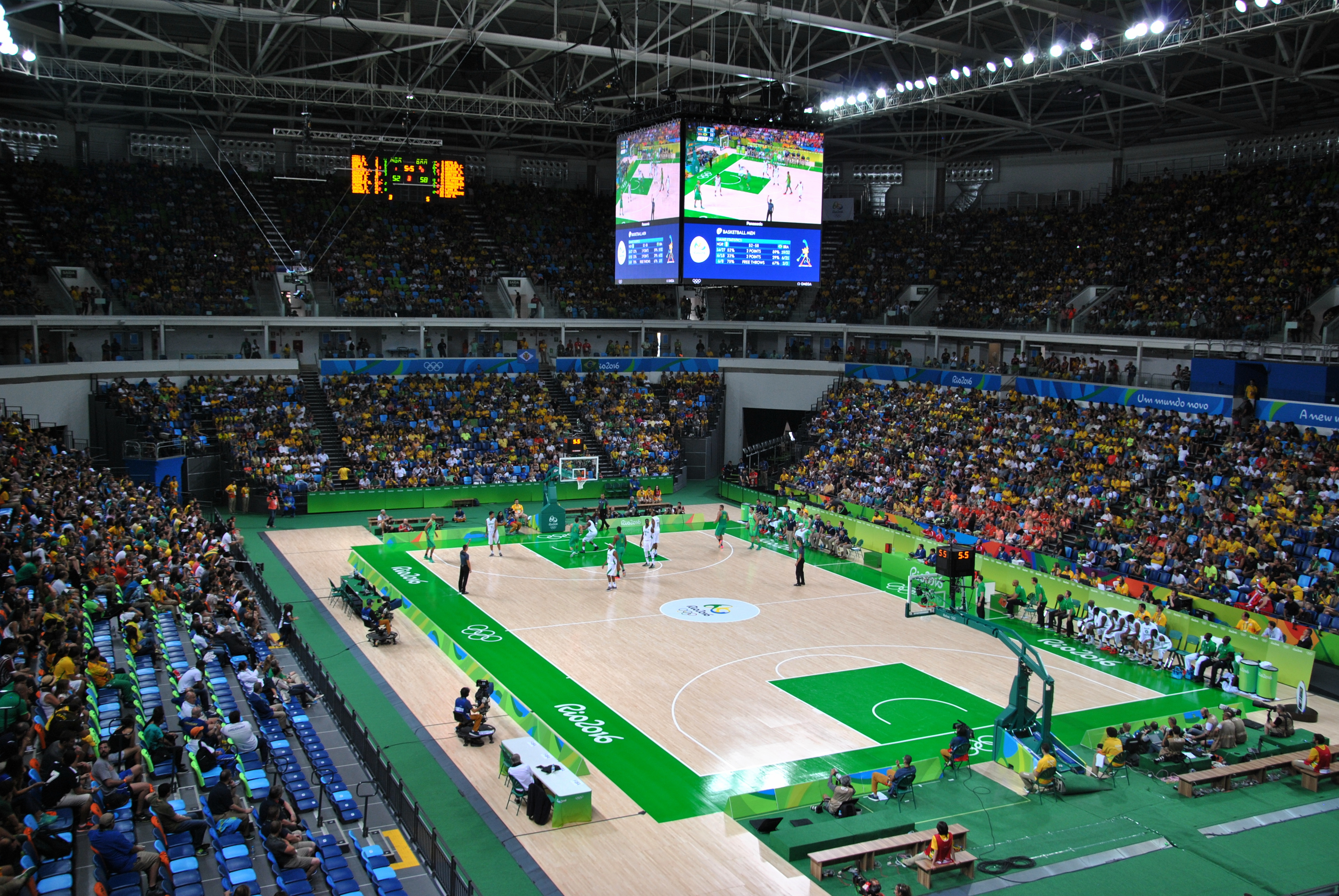

مسابقة كرة السلة في الألعاب الأولمبية الصيفية 2016 في ريو دي جانيرو بالبرازيل أقيمت من 6 إلى 21 أغسطس 2016. جميع مباريات الرجال والسيدات وقد أقيمت في مركز التدريب الأولمبي ذو المدرجات التي تتسع لـ 16 ألف متفرج.

## التصفيات
شارك في بطولة الرجال 12 فريقاً، وفي مسابقة السيدات نفس العدد.

### تصفيات الرجال
| طريقة التأهل                         | التاريخ                   | المكان       | العدد | المتأهل          |
| ------------------------------------ | ------------------------- | ------------ | ----- | ---------------- |
| بطولة كأس العالم لكرة السلة 2014     | 31 أغسطس – 14 سبتمبر 2014 | إسبانيا      | 1     | الولايات المتحدة |
| البلد المستضيف                       | 9 أغسطس 2015              | طوكيو        | 1     | البرازيل         |
| بطولة أمم أوقيانوسيا لكرة السلة 2015 | 15–18 أغسطس 2015          | متعدد        | 1     | أستراليا         |
| بطولة أمم أفريقيا لكرة السلة 2015    | 19–30 أغسطس 2015          | رادس         | 1     | نيجيريا          |
| بطولة أمم الأمريكتين لكرة السلة 2015 | 31 أغسطس – 12 سبتمبر 2015 | مدينة مكسيكو | 2     | فنزويلا          |
| بطولة أمم الأمريكتين لكرة السلة 2015 | 31 أغسطس – 12 سبتمبر 2015 | مدينة مكسيكو | 2     | الأرجنتين        |
| بطولة أمم أوروبا لكرة السلة 2015     | 5–20 سبتمبر 2015          | متعدد        | 2     | إسبانيا          |
| بطولة أمم أوروبا لكرة السلة 2015     | 5–20 سبتمبر 2015          | متعدد        | 2     | ليتوانيا         |
| بطولة أمم آسيا لكرة السلة 2015       | 23 سبتمبر – 3 أكتوبر 2015 | تشانغشا      | 1     | الصين            |
| التصفيات                             | 4–10 يوليو 2016           | بلغراد       | 1     | صربيا            |
| التصفيات                             | 4–10 يوليو 2016           | باساي        | 1     | فرنسا            |
| التصفيات                             | 4–10 يوليو 2016           | تورينو       | 1     | كرواتيا          |
| المجموع                              |                           |              | 12    |                  |

### تصفيات السيدات
| طريقة التأهل                                 | التاريخ                   | المكان   | العدد | المتأهل          |
| -------------------------------------------- | ------------------------- | -------- | ----- | ---------------- |
| كأس العالم لكرة السلة للنساء 2014            | 27 سبتمبر – 5 أكتوبر 2014 | تركيا    | 1     | الولايات المتحدة |
| بطولة أمم أوروبا لكرة السلة للسيدات 2015     | 11–28 يونيو 2015          | متعدد    | 1     | صربيا            |
| البلد المستضيف                               | 9 أغسطس 2015              | طوكيو    | 1     | البرازيل         |
| بطولة أمم الأمريكتين لكرة السلة للسيدات 2015 | 9–16 أغسطس 2015           | إدمونتون | 1     | كندا             |
| بطولة أمم أوقيانوسيا لكرة السلة للسيدات 2015 | 15–17 أغسطس 2015          | متعدد    | 1     | أستراليا         |
| بطولة أمم آسيا لكرة السلة للسيدات 2015       | 29 أغسطس – 5 سبتمبر 2015  | ووهان    | 1     | اليابان          |
| بطولة أمم أفريقيا لكرة السلة للسيدات 2015    | 24 سبتمبر – 3 أكتوبر 2015 | ياوندي   | 1     | السنغال          |
| التصفيات                                     | 13–19 يونيو 2016          | نانت     | 5     | بيلاروس          |
| التصفيات                                     | 13–19 يونيو 2016          | نانت     | 5     | الصين            |
| التصفيات                                     | 13–19 يونيو 2016          | نانت     | 5     | فرنسا            |
| التصفيات                                     | 13–19 يونيو 2016          | نانت     | 5     | إسبانيا          |
| التصفيات                                     | 13–19 يونيو 2016          | نانت     | 5     | تركيا            |
| المجموع                                      |                           |          | 12    |                  |

## الميداليات

### ملخص الميداليات
| 1       | الولايات المتحدة | 2 | 0 | 0 | 2 |
| 2       | صربيا            | 0 | 1 | 1 | 2 |
| 2       | إسبانيا          | 0 | 1 | 1 | 2 |
| المجموع | المجموع          | 2 | 2 | 2 | 6 |

### الفعاليات
| المسابقة | الذهبية                | الفضية        | البرونزية     |
| -------- | ---------------------- | ------------- | ------------- |
| الرجال   | الولايات المتحدة (USA) | صربيا (SRB)   | إسبانيا (ESP) |
| السيدات  | الولايات المتحدة (USA) | إسبانيا (ESP) | صربيا (SRB)   |